# PJ ハーヴェイ
ポリー・ジャン・ハーヴェイ（英語: Polly Jean Harvey、1969年10月9日 - ）は、イギリスのミュージシャン、シンガーソングライター。
「Q誌の選ぶ歴史上最も偉大な100人のシンガー」において第57位。

## 来歴

### 生い立ち
ドーセットのバードポートで石工の父親の元に生まれ、農場で育った。両親は音楽好きで、幼いころからブルース、ジャズ、アート・ロックを聴かせてくれたという。「ジョン・リー・フッカー、ハウリン・ウルフ、ロバート・ジョンソン、ジミ・ヘンドリックスを聴いて育った。」とローリングストーン誌のインタビューに答えている。サックスを8年間習い、17歳の時に曲を書き始めた。しかしミュージシャンになる予定はなくセントラル・セント・マーチンズ・カレッジ・オブ・アート・アンド・デザインで彫刻を勉強していた。

### デビュー（1990年代）
1991年に自主レーベルからデビューシングルを発売。ローリングストーン誌のベストソングライターに選出されるなど各方面から絶賛され、カート・コバーンが「好きなアルバムTOP20」にPJハーヴェイの『ドライ』を選出したことでさらに注目を浴びる。1992年にはNME誌の表紙をトップレスで飾った。1993年にはセカンド・アルバム『リッド・オブミー』を発表。スティーヴ・アルビニのプロデュースの下で生々しいサウンドを展開した。
初期においては「PJハーヴェイ」名義のバンドで作品を発表しライヴを行っていたが、1995年発表の3作目『トゥー・ブリング・ユー・マイ・ラヴ』よりソロ・アーティストとして活動するようになる。

### 2000年代
2001年の『ストーリーズ・フロム・ザ・シティ、ストーリーズ・フロム・ザ・シー』でマーキュリー賞を受賞。

### 2010年代
2011年、8作目となる『レット・イングランド・シェイク』を発表。第一次大戦期の英国を題材にしたこのアルバムは、ヒットを記録すると同時に好意的な批評で受け入れられ、同年のマーキュリー賞に輝いた（同一アーティストによる二度目の受賞は史上初）。同年末のインタビューでPJはライヴで過去の曲を演奏しなくなった理由を聞かれて、「歌いながら信じられる曲しか今では歌わないことにしている」と答え、年を重ねたことによる変化をうかがわせた。

## コラボレーション
ジョシュ・オム、ニック・ケイヴ、ボブ・ディラン、スパークルホース、マリアンヌ・フェイスフルらとの共演がある。

## 影響
彼女は、自身が影響を受けた芸術家として主にハウリン・ウルフ、ジミ・ヘンドリックス、キャプテン・ビーフハート、ローリング・ストーンズ、ボブ・ディラン、ピクシーズ、 ニール・ヤング、パティ・スミス、 スージー・スー、エリック・サティ やサミュエル・バーバー。

## ディスコグラフィ

### スタジオアルバム
- Dry (1992)
- Rid of Me (1993)
- To Bring You My Love (1995)
- Is This Desire? (1998)
- Stories from the City, Stories from the Sea (2000)
- Uh Huh Her (2004)
- White Chalk (2007)
- Let England Shake (2011)
- The Hope Six Demolition Project (2016)
- I Inside the Old Year Dying (2023)

### コンピレーション
- 4-Track Demos (1993)
- The Peel Sessions 1991–2004 (2006)

### コラボレーション
- Dance Hall at Louse Point (with John Parish) (1996)
- A Woman a Man Walked By (with John Parish) (2009)